# 北条斎時
北条 斎時（ほうじょう なりとき）は、鎌倉時代後期から末期にかけての武将。北条氏の一門。伊具流・北条通時の子（異説として伯父の北条時基を父とする系図もある）。初名は時高（ときたか）。改名後の名は｢齊時｣（新字体：斉時）とも表記される。

## 概略
嘉元元年（1303年）4月11日、42歳で七番引付頭人、翌2年（1304年）六番引付頭人、同年12月7日、五番引付頭人、嘉元3年（1305年）、四番引付頭人を務める。延慶2年（1309年）、48歳で時高から斎時（斉時）に改名する。同年3月15日、五番引付頭人、同8月、四番引付頭人。応長元年（1311年）10月25日、三番引付頭人、正和2年（1313年）7月26日、二番引付頭人。
文保元年（1317年）12月27日、56歳で二引付頭人を辞任。元徳元年（1329年）9月3日、68歳で没。
斎時の家系は鎌倉幕府二代執権・北条義時の四男・北条有時を祖とする伊具流で、祖の有時以降、幕府要職を務めたのは、有時の孫である斎時のみである。